# Ping Pong (cantante)
Eddy Helder (nacido en ca. 1923/1924), conocido como Ping Pong o Ping Ping, es un cantante surinamés. Helder comenzó su carrera en 1952 en Amberes, Bélgica, trabajando junto a Eddy Gaddum. Ping Ping es conocido especialmente por haber interpretado la canción "Sucu Sucu" en 1960, compuesta por el boliviano Tarateño Rojas.

## Discografía
- Ping Pong & Al Verlane - Sucu Sucu (1960)
- Ping Ping – Nix Capito / Marianne (1961)
- Ping Ping – Esperanza / Ping Ping (1962)